# Re'im
Re'im (în ebraică רֵעִים, lit. „Prieteni”) este un kibuț din sudul Israelului, vecin cu Gaza. Este situat la confluența pârâului Besor și a pârâului Gherar în nord-vestul deșertului Negev.
Re'im se află în jurisdicția Consiliului Regional Eshkol. În 2021, avea o populație de 433.
Re'im a fost înființat în 1949 de membri ai Federației Cercetașilor din Israel care au fost demobilizați din Palmach.

## Geografie
Re'im este situat între drumurile 232 și 234 în Negevul de vest, lângă intersecția Re'im și intersecția Gama. Ruinele anticei Gama (Tell Jemmeh) sunt situate la vest de kibuț. La vest de Re'im se află kibuțul Kissufim, iar la nord este kibuțul Be'eri. Altitudinea așezării este de 50 m deasupra nivelului mării, iar pârâul Besor trece prin teritoriul său.

## Istorie
Kibuțul a fost înființat în 1949 de foști membri Palmach sub numele provizoriu HaTzofim Vav (lit. „Cercetași F”).
Forțele de Apărare Israeliene au o bază lângă kibuț. Înainte de retragerea israeliană din Gaza în 2005, baza a fost folosită ca tabără pentru trupele însarcinate cu evacuarea. După retragere, Re'im a devenit ținta rachetelor Qassam trase spre el din Fâșia Gaza. În 2008, trupele israeliene din baza apropiată de lângă Nahal Oz au cerut ca baza să fie mutată lângă Re'im, în afara razei de acțiune a focului de mortiere al Hamas.
La 7 octombrie 2023, Re'im a fost atacat prin surprindere de gruparea teroristă Hamas în cadrul Operațiunii așa numite Potopul Al Aksa. Zeci de victime israeliene au fost raportate din zonă. În aceeași zi, un festival muzical a avut loc în aria kibuțului. Militanții Hamas care au trecut gardul în Israel au inceput să tragă nediscriminat în mulțime lăsând sute de morți, mulți răniți și luând zeci de ostatici.

## Economie
Începând cu 2008, economia kibuțului s-a bazat pe agricultură și pe fabrica sa de prelucrarea metalelor cu ajutorul laser, Isralaser. Compania IsraBig, care produce matrițe pentru ștanțare, are de asemenea o fabrică în Re'im. Kibuțul are și o companie turistică de închiriere de camere, inclusiv un cort de cazare beduină. Ea a suferit ca urmare a atacurilor palestiniene repetate cu rachete si proiectile din Fâsia Gaza și kibuțul și-a redus prețurile în jurul anului 2008.
În 2008, Re'im a demarat un proiect care urma să-l facă prima comunitate din Israel, și poate din întreaga lume, care să se bazeze în întregime pe energia solară pentru consumul intern. Sunday, o companie care a comercializat tehnologia în Israel, urma să instaleze panouri solare pe toate cele 130 de acoperișuri din kibuț. Costul proiectului a fost estimat la 60 până la 100 de milioane de shekeli noi și se aștepta ca investiția să se amortizeze în 10 ani. Costul și veniturile din electricitate urmau să fie împărțite în mod egal între kibuț și compania Sunday, iar orice energie excedentară urma să fie vândută Companiei Electrice din Israel.
Fiind unul dintre satele din apropiere de Gaza, începând cu 2022, locuitorii săi au beneficiat de un avantaj fiscal la impozitul pe venit, în conformitate cu articolul 11 din Ordonanța privind impozitul pe venit.